# Протест ганских студентов в Москве (1963)
Протест ганских студентов в Москве — события, произошедшие в Москве в декабре 1963 года, когда обучавшиеся в СССР студенты из Ганы и других африканских стран после гибели одного из них устроили демонстрацию протеста на Красной площади. Эта демонстрация считается первой несанкционированной акцией в центре Москвы с 7 ноября 1927 года, когда альтернативную официальной массовую демонстрацию попыталась провести левая оппозиция.

## Ход событий
13 декабря 1963 года на пустыре вдоль просёлочной дороги в Ховрино, на северной окраине Москвы, было обнаружено тело 29-летнего студента-медика из Ганы Эдмунда Ассаре-Аддо. У него была небольшая рана под подбородком. Ассар-Аддо учился в Калининском медицинском институте, и было не вполне ясно, что он делал в Москве и как оказался в Ховрино. Ходили слухи, что он якобы намеревался жениться на русской девушке, но ее родственники выступили категорически против их брака и могли убить его. В заметке в газете «Правда» впоследствии было сказано, что Ассаре-Аддо замёрз на просёлочной дороге, находясь в нетрезвом состоянии.
Как бы то ни было, гибель Ассаре-Аддо возмутила учившихся в СССР ганских студентов, которые нередко сталкивались в СССР с «бытовым» расизмом. Отдельные случаи такого рода изложены в записке, составленной председателем КГБ Владимиром Семичастным, министром высшего и среднего специального образования СССР Вячеславом Елютиным и главой Комитета по культурным связям с зарубежными странами при Совете министров СССР Сергеем Романовским 25 мая 1963 года. В ней сообщается, например, что 8 ноября 1962 года двое пьяных потребовали, чтобы африканские студенты уступили им место в метро, заявив: «У себя на родине вас вообще не пускают с белыми в один вагон, а здесь вы сидите, когда белые стоят».
Гибель Ассаре-Аддо совпала с конфликтом между ганскими студентами в СССР и послом Ганы в СССР Элиотом. 13 декабря около 300 студентов из Ганы и других африканских стран собрались возле посольства Ганы в Москве. Позже посол Элиот сообщил, что студенты, которые требовали увеличения стипендий, улучшения жилищных условий, расширения меню с включением в него ганских блюд, в том числе на основе риса, и обеспечения поездок на Запад, четыре дня жили на улице, выпивали, шумели, мешали работе дипломатов, так что он с семьей даже был вынужден забаррикадироваться в посольстве. По версии Элиота, акция была спровоцирована одним из западных посольств. 
Утром 18 декабря 1963 года ганские студенты, в знак протеста бойкотировавшие учёбу, снова собрались у посольства Ганы и подготовили меморандум советским властям. Затем они с нарисованными от руки антирасистскими плакатами («Дом дружбы — дом дискриминации», «Хватит убийств») отправились на Красную площадь, где дали интервью западным корреспондентам. К демонстрантам стали подходить советские официальные лица, уговаривая их разойтись, но студенты требовали встречи с руководством СССР для представления ему своего меморандума. Им предложили выбрать десятерых делегатов. Переговоры длились два часа. Затем протестующие двинулись к зданию Министерства высшего и среднего специального образования СССР (улица Жданова, 11) и разместились во дворе Архитектурного института по соседству. В актовом зале Архитектурного института с ними встретился министр высшего и среднего специального образования Вячеслав Елютин. Он выразил соболезнования по поводу смерти Ассаре-Аддо и предложил провести минуту молчания в его честь, что успокоило воинственно настроенных протестующих. Было обещано тщательное расследование смерти Ассаре-Аддо. Затем самых активных зачинщиков протестов исключили из советских учебных заведений.